# 클래시오브로드 2
클래시오브로드2은 한국의 티엘에스이엔티에서 개발한 게임이다.